# ロードライトガーネット
ロードライトガーネット（Rhodolitegarnet / 薔薇柘榴石・ばらざくろいし）は、ケイ酸塩鉱物の一種。
パイラルスパイト系列に属するパイロープ（Pyrop / 苦礬柘榴石・くばんざくろいし）と、アルマンディン（Almandine / 鉄礬柘榴石・てつばんざくろいし）の中間成分を含んだ固溶体。色はワインレッドで紫がかった赤色。1月の誕生石の一つ。

## 性質・特徴
- 分類：ケイ酸塩鉱物
- 化学式：(Mg,Fe)
3Al
2(SiO
4)
3

- 主な色合い：無色、褐色、赤色、黒色、緑色
- モース硬度：7-7.5
- 劈開性：なし
- 屈折率：1.77
- 結晶系：等軸晶系
- 断口：亜貝殻状または不平坦状態
- 条痕：白色
- 比重：3.75-3.95
- 光沢：ガラス光沢
- 主な産出地：インド、スリランカ、タンザニア など
- 石言葉：勝利、不変の愛、友愛の証

## 産出地
- アメリカ：ノースカロライナ
- タンザニア：ウンバ
- インド：オリッサ
- マラウイ、モザンビーク、ブラジル、スリランカ、ノルウェー：全域

などで産出される。